# جادو هارت
جادو هارت (به انگلیسی: Jadu Heart) گروهٔ موسیقی دونفرهٔ انگلیسی  متشکل از دیوا جفری و الکس هدفورد می‌باشد. این گروه به‌دلیل رویکرد مستقلش در تولید موسیقی و همچنین پرداختن به انواع مختلف سبک‌ها در آثار خود مورد توجه قرار گرفته‌است، آثار آن‌ها بیشتر بر روی سبک‌های دریم پاپ، شوگیز و ایندی راک متمرکز است.